# Gosudarstvennyj prestupnik
Gosudarstvennyj prestupnik (Государственный преступник) è un film del 1964 diretto da Nikolaj Vasil'evič Rozancev.